# نيو أورليانز سينتس
نيو أورليانز سينتس (بالإنجليزية: New Orleans Saints)‏ هو نادي كرة القدم الأمريكية أمريكي تأسس في عام 1967، ويديريه توم بينسون، ويلعب في الدوري الوطني لكرة القدم الأمريكية.

## وصلات خارجية
- الموقع الرسمي